# 國立鳳山高級商工職業學校
國立鳳山高級商工職業學校（英語：National Fongshan Senior Commercial & Industrial Vocational School，FSVS），簡稱鳳商、鳳山商工，是一所位於臺灣高雄市鳳山區的國立技術型高級中等學校。

## 校史

### 高雄高商分部時期
- 1956年8月：設立臺灣省立高雄商業職業學校鳳山分部，招收初級部學生。
- 1959年8月：成立高級部。
- 1965年8月：獨立設校。

### 獨立設校
- 1965年8月：奉准獨立，校名臺灣省立鳳山商業職業學校。
- 1970年8月：奉令改制為臺灣省立鳳山高級商業職業學校，並試辦附設高級商業補習學校。
- 1971年8月：奉准附設補校，校名臺灣省立鳳山高級商業職業學校附設高級商業職業補習學校。
- 1973年8月：實施分科教學設立綜合商業、會計統計、國際貿易事務、觀光事業等四科。
- 1979年8月：補校更名為臺灣省立鳳山高級商業職業校附設高級商業職業進修補習學校。

### 改制為商工職業學校
- 1981年8月：改制為商工職業學校。
- 1981年8月：奉准徵購校地3.4公頃，增設工科，開設模具、機工、家具木工等三科，並改名為臺灣省立鳳山高級商工職業學校。
- 1983年8月：附設補校奉令試辦延長國教班。
- 1984年6月：附設補校改名臺灣省立鳳山高級商工職業學校附設高級商工職業進修補習學校。
- 1990年8月：奉令成立高屏區工業職業學校技術教學中心。
- 1992年8月：成立心理衛生諮詢服務中心。
- 1995年8月：增設高職特殊教育實驗班正規班－資料處理科，附設補校增設資料處理科「自給自足班」。
- 1999年8月：附設補校改名臺灣省立鳳山高級商工職業學校附設高級商工職業進修學校。
- 2000年2月：附設進修學校改名國立鳳山高級商工職業學校附設高級商工職業進修學校。
- 2016年8月：附設進修學校轉型為進修部。

## 歷任校長
|            | 任期學年                                        | 姓名   |
| ---------- | ----------------------------------------------- | ------ |
| 第1任      | 民國54年（1965年）- 民國59年（1970年）          | 凌先化 |
| 第2任      | 民國60年（1971年）- 民國73年（1984年）          | 楊嵩山 |
| 第3任      | 民國74年（1985年）- 民國79年（1990年）          | 劉文德 |
| 第4任      | 民國80年（1991年）- 民國89年（2000年）          | 董洪浙 |
| 第5任      | 民國90年（2001年）- 民國94年（2005年）          | 何宋錦 |
| 第6任      | 民國95年（2006年）- 民國98年（2009年）          | 蕭金榮 |
| 第7任      | 民國99年（2010年）- 民國102年（2013年）         | 廖萬成 |
| 第8任      | 民國103年（2014年）- 民國109年（2020年）2月     | 鄭越庭 |
| (代理校長) | 民國109年（2020年）2月 - 民國109年（2020年）7月 | 康木全 |
| 第9任      | 民國109年（2020年）7月 - 現任                   | 林建宏 |

## 校友
- 蔣月惠：屏東縣議員、羅騰園肢體殘障協會創會理事長。
- 陳信瑜：前高雄市議員、前臺北市政府勞動局局長。
- 曾麗燕：時任高雄市議員、前高雄市議會議長。
- 吳朵芸：台灣創作女歌手。

## 外部連結
- 國立鳳山商工 （页面存档备份，存于）
- moodle教學網站 （页面存档备份，存于）
- 技職院校課程資源網
- 技訊網2010 - 99學年度技專校院招生資訊查詢系統 （页面存档备份，存于）